# Luisella babai
Luisella babai is een slakkensoort uit de familie van de Samlidae. De wetenschappelijke naam van de soort is voor het eerst geldig gepubliceerd in 1972 door Schmekel als Flabellina babai.